# André Myhrer
Per André Myhrer (Bergsjö, 11 de enero de 1983) es un deportista sueco que compitió en esquí alpino; campeón olímpico en Pyeongchang 2018.

## Trayectoria
Participó en cuatro Juegos Olímpicos de Invierno, entre los años 2006 y 2018, obteniendo dos medallas, bronce en Vancouver 2010 y oro en Pyeongchang 2018, ambas en la prueba de eslalon.
Ganó tres medallas en el Campeonato Mundial de Esquí Alpino entre los años 2013 y 2017. En la Copa del Mundo consiguió ocho victorias y treinta podios en total.
En 2019 fue condecorado con la Medalla por Méritos al Deporte Sueco.

## Palmarés internacional
| Juegos Olímpicos   | Juegos Olímpicos                   | Juegos Olímpicos  | Juegos Olímpicos |
| Año                | Lugar                              | Medalla           | Prueba           |
| ------------------ | ---------------------------------- | ----------------- | ---------------- |
| 2010               | Vancouver (Canadá)                 | Medalla de bronce | Eslalon          |
| 2018               | Pyeongchang (Corea del Sur)        | Medalla de oro    | Eslalon          |
| Campeonato Mundial |                                    |                   |                  |
| Año                | Lugar                              | Medalla           | Prueba           |
| 2013               | Schladming (Austria)               | Medalla de plata  | Equipo mixto     |
| 2015               | Vail/Beaver Creek (Estados Unidos) | Medalla de bronce | Equipo mixto     |
| 2017               | Sankt Moritz (Suiza)               | Medalla de bronce | Equipo mixto     |